# 长城华西银行
长城华西银行是中国长城资产管理属下的一家城市商业银行，总部位于四川省德阳市，原为德阳市市属的德阳银行，创立于1998年11月，2016年12月16日由长城资产战略性控股并更为现名。

## 历史
1998年11月18日，德阳市区6家城市信用社和2家城区农村信用合作社合并新设德阳市商业银行，后又接管广汉市城市信用社、什邡城市信用社。
2010年，更名为德阳银行。
2014年12月24日，中国银监会批复，同意中国长城资产管理入股德阳银行并成为战略投资者。德阳银行的注册资本已由10.56亿元变更为14.74亿元
2016年12月16日，更名为长城华西银行。
2022年5月18日，和三星堆博物馆合作打造“三星堆主题主题银行”正式开业。
2025年6月25日，长城资产及其全资子公司德阳市国有资产经营有限公司持有本行9.43亿股股份在北京产权交易所挂牌转让，占该行总股本的40.92%，转让底价约43.32亿元。
2025年7月20日，国家金融监督管理总局四川监管局发布公告，批复同意四川银行入股长城华西银行，并要求严格按照有关法律法规的规定办理投资入股事宜。据了解，四川银行在完成对长城华西银行的入股后，将成为其第一大股东。